# Carol Vaness
Carol Vaness (San Diego, 27 luglio 1952) è un soprano statunitense, di timbro lirico-drammatico. È conosciuta in particolare per le sue interpretazioni di ruoli in opere mozartiane (fra le altre: Don Giovanni – in cui ha interpretato sia il ruolo di Elvira che quello di Donna Anna – Idomeneo, Così fan tutte, come Fiordiligi, e La clemenza di Tito). Quando debuttò al Festival di Glyndebourne, la sua Fiordiligi fu paragonata a quella leggendaria di Ina Souez (1903–1992).

## Biografia
Dopo aver cantato per alcuni anni nel coro della chiesa presbiteriana di Encino (Los Angeles), fa la sua prima apparizione per il Metropolitan nel 1977 nel National Council Concert ed è la Sacerdotessa in Aida con Ivo Vinco, Fiorenza Cossotto ed Éva Marton al San Francisco Opera.
Nello stesso anno a San Francisco è Enrichetta di Francia ne I puritani con Giorgio Zancanaro, Beverly Sills e Bonaldo Giaiotti, la prima Ancella in Turandot con Luciano Pavarotti e Montserrat Caballé e Vitellia ne La clemenza di Tito, nel 1978 è Mimì ne La bohème e Cleopatra in Giulio Cesare.
Nel 1979 canta con la New York City Opera (NYCO), la seconda compagnia lirica di New York dopo la Metropolitan Opera.
A San Francisco nel 1981 è Donna Anna in Don Giovanni con Cesare Siepi, nel 1982 Blanche ne I dialoghi delle Carmelitane con Leontyne Price.
Al Glyndebourne Festival Opera è Donna Anna in Don Giovanni nel 1982 e nel 1986, Elettra in Idomeneo nel 1983 e nel 1981 e Fiordiligi in Così fan tutte nel 1984.
Ha debuttato al Metropolitan nel 1984 con Armida nella replica di Rinaldo di Georg Friedrich Händel con Ewa Podleś e Samuel Ramey. Nello stesso anno al Met è Vitellia ne La clemenza di Tito e Fiordiligi in Così fan tutte con Mariella Devia, nel 1985 è Tatiana in Eugene Onegin e la Contessa Almaviva ne Le nozze di Figaro con Kathleen Battle e Frederica von Stade, nel 1986 è Elettra in Idomeneo con la von Stade e Philistine/Israelite Woman in Samson di Georg Friedrich Händel, nel 1987 Manon con Alfredo Kraus.
Da allora si è esibita nei principali teatri d'opera d'Europa, inclusi il teatro alla Scala di Milano, la Vienna State Opera, l'Opéra National de Paris e la Royal Opera House/Covent Garden.
Nel 1984 debutta al Wiener Staatsoper con Donna Anna in Don Giovanni con Edith Mathis.
Nel 1985 debutta al Royal Opera House di Londra come Dalila in Samson.
Nel 1987 è Elettra nella ripresa nella nuova Salle Favart del Théâtre national de l'Opéra-Comique di Parigi di Idomeneo, re di Creta di Wolfgang Amadeus Mozart e Vitelia ne La clemenza di Tito.
Per il San Diego Opera nel 1987 tiene un recital nello Sherwood Auditorium, nel 1991 è Fiordiligi in Così fan tutte con Barbara Bonney, nel 2001 è Elettra in Idomeneo, nel 2005 Vanessa di Samuel Barber e nel 2013 la Duchessa di Krakenthrop ne La Fille du régiment con Ewa Podleś.
Nel 1988 e 1989 è Vitellia nella ripresa nella Felsenreitschule di Salisburgo di La clemenza di Tito di W. A. Mozart diretta da Riccardo Muti.
Al Royal Opera House di Londra è Rosalinde in Die Fledermaus, Vitellia ne La clemenza di Tito con Anne Sofie von Otter e la Contessa Almaviva ne Le nozze di Figaro nel 1989, Leonora ne Il trovatore nel 1990, Donna Anna in Don Giovanni con Bryn Terfel nel 1992, Violetta Valéry ne La traviata con Leo Nucci diretta da Georg Solti nel 1995 e Tosca con Luciano Pavarotti nel 2002.
Al Metropolitan Opera House è Rosalinde in Die Fledermaus nel 1989, Marguerite in Faust e Donna Anna in Don Giovanni con Samuel Ramey e Ferruccio Furlanetto nel 1990, Olympia/Giulietta/Antonia/Stella in Les Contes d'Hoffmann con Plácido Domingo e Ramey nel 1992, Desdemona in Otello con Domingo diretta da Valery Gergiev e Tosca con Pavarotti nel 1994. Fino ad oggi la Vaness ha partecipato a 190 rappresentazioni al Met.
Nel 1990 è Donna Elvira ne Il dissoluto punito ossia Il Don Giovanni di W. A. Mozart nella ripresa nel Großes Festspielhaus di Salisburgo diretta da Muti con Edita Gruberová, Samuel Ramey e Ferruccio Furlanetto e nel Teatro Comunale di Firenze con Ramey, William Matteuzzi e Daniela Dessì diretta da Zubin Mehta.
Debutta al Teatro alla Scala di Milano con Elettra in Idomeneo nella serata d'inaugurazione della stagione 1990/1991 diretta da Riccardo Muti. Sempre alla Scala diretta da Muti nel 1992 canta lo Stabat Mater di Rossini con Luciana D'Intino e Furlanetto ed è Iphigènie nella prima rappresentazione di Ifigenia in Tauride e nel 1993 Donna Anna nella prima di Don Giovanni.
Al San Francisco Opera nel 1991 è Violetta Valéry ne La traviata, nel 1992 debutta il ruolo di Elisabetta di Valois in Don Carlo e quello di Mathilde in Guglielmo Tell, nel 1993 debutta Hélène ne I vespri siciliani, nel 1995 Anna Bolena, nel 1997 e nel 2004 Tosca, nel 1998 Norma con Anna Caterina Antonacci, nel 1999 Elettra in Idomeneo con Barbara Bonney ed Amelia ne Un ballo in maschera con Ramón Vargas, nel 2000 Donna Elvira in Don Giovanni con Anna Netrebko e nel 2001 Amelia Grimaldi in Simon Boccanegra con Ramey.
Debutta all'Opéra National de Paris nel 1991 come Elettra in Idomeneo diretta da Chung Myung-whun. Successivamente sempre a Parigi è Tosca nel 1994, Norma nel 1996, Elisabetta di Valois in Don Carlo con Ramey nel 1998 e Donna Anna in Don Giovanni con Bryn Terfel, Barbara Frittoli e José van Dam nel 1999 e Donna Elvira in Don Giovanni con Van Dam nel 2001.
Nel 1991 canta la Messa di requiem di Verdi con Ramey nel Cortile di Palazzo Ducale di Venezia per il Teatro La Fenice.
Nel 1994 è la Contessa Almaviva ne Le nozze di Figaro all'Edinburgh International Festival.
Al Wiener Staatsoper nel 1998 è Elena ne I vespri siciliani con Renato Bruson e Furlanetto, nel 2000 Mathilde in Guglielmo Tell, nel 2002 Elisabetta in Don Carlo con Furlanetto e nel 2004 Tosca con Juan Pons.
È stata diretta dai maggiori direttori d'orchestra, fra cui Bernard Haitink, Charles Mackerras, Riccardo Muti, James Levine, Colin Davis, Kurt Masur e Donald Runnicles.
Sebbene abbia legato essenzialmente il suo nome a interpretazioni mozartiane, Vaness ha in repertorio un vasto raggio di opere, fra cui – oltre a Violetta de La traviata – il ruolo di Manon nell'opera di Giacomo Puccini Manon Lescaut, interpretata per la l'Opera di Seattle. Ugualmente, è stata una delle grandi Tosca della sua generazione. In questo ruolo si è esibita a fianco di tenori di fama, inclusi Luciano Pavarotti, Plácido Domingo e Marcello Giordani.
Dal 2006 Vaness insegna canto alla Jacobs School of Music della Indiana University. Il suo impegno concerne un particolare programma chiamato "Commitment to Excellence" dal quale sono usciti musicisti di vaglia come Jaime Laredo, André Watts e Joshua Bell. Tiene degli workshop class (chiamati confidenzialmente "OpShop").
Molte sue performance sono state registrate e rese visibili su YouTube, incluso un famoso duetto del 2008 da Pagliacci e il "Voi lo sapete" da Cavalleria rusticana.
Nel 2012 canta nel terzetto Soave sia il vento da Così fan tutte con Delores Ziegler e Claudio Desderi con la London Philharmonic Orchestra diretta da Bernard Haitink nella colonna sonora del film Liberal Arts.

## Discografia parziale
| Anno | Titolo Ruolo                           | Cast                                                 | Direttore         | Casa                |
| ---- | -------------------------------------- | ---------------------------------------------------- | ----------------- | ------------------- |
| 1984 | Don Giovanni Donna Anna                | Thomas Allen, Richard Van Allan, Keith Lewis         | Bernard Haitink   | EMI                 |
| 1986 | Così fan tutte Fiordiligi              | Delores Ziegler, Claudio Desderi, John Aler          | Bernard Haitink   | EMI                 |
| 1990 | Don Giovanni Donna Elvira              | William Shimell, Samuel Ramey, Cheryl Studer         | Riccardo Muti     | EMI                 |
| 1992 | Tosca Floria Tosca                     | Giuseppe Giacomini, Giorgio Zancanaro                | Riccardo Muti     | Philips             |
| 1994 | Le nozze di Figaro Contessa d'Almaviva | Alastair Miles, Alessandro Corbelli, Nuccia Focile   | Charles Mackerras | Telarc              |
| 1994 | Idomeneo Re di Creta Elettra           | Plácido Domingo, Cecilia Bartoli, Heidi Grunt Murphy | James Levine      | Deutsche Grammophon |
| 1997 | Aroldo Mina                            | Neil Shicoff, Anthony Michaels-Moore                 | Fabio Luisi       | Philips             |